# Wireless Access Point

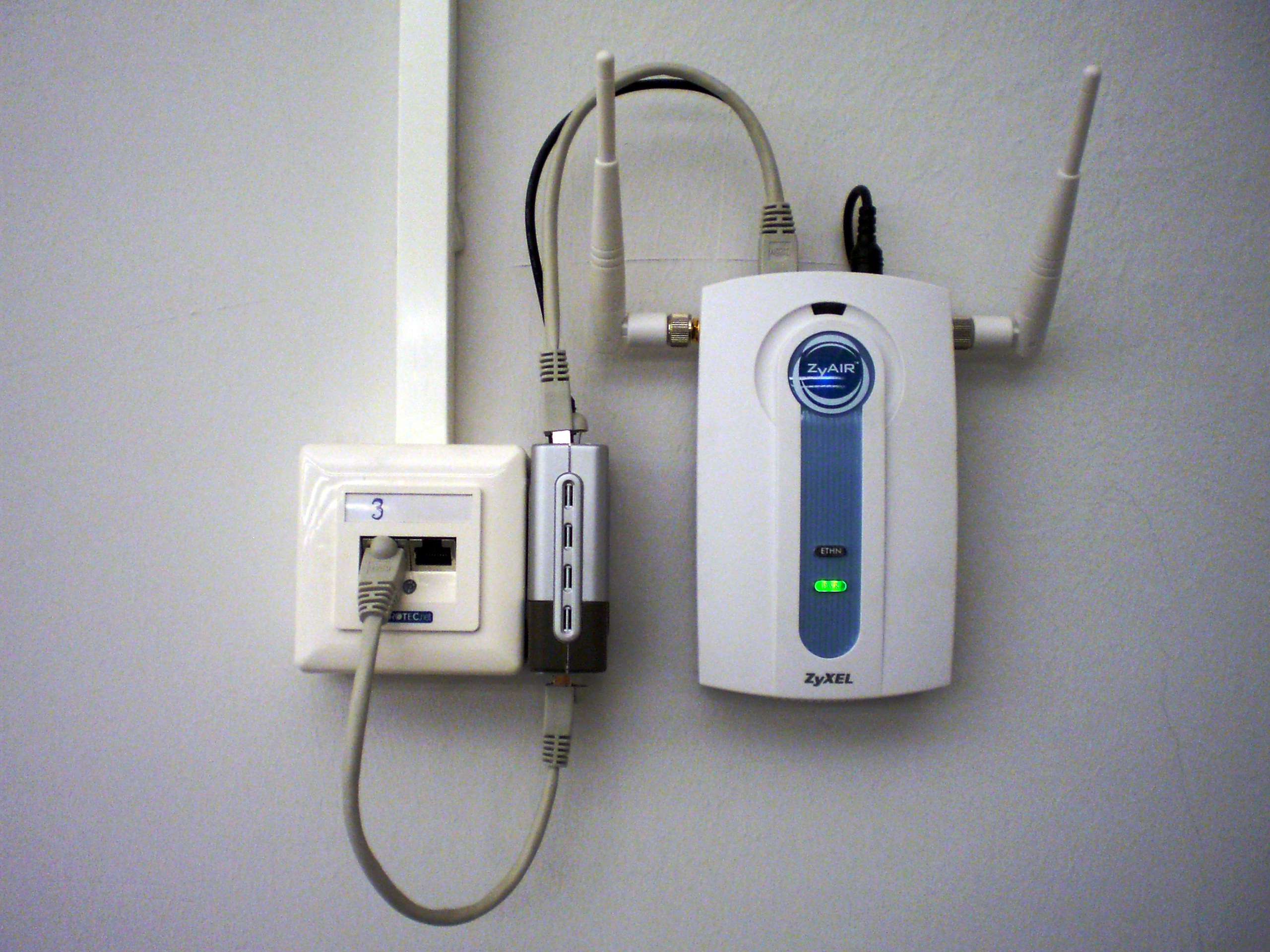
Wireless Accesspoint, verbunden mit einem Power-over-Ethernet-Splitter

Ein Wireless Accesspoint [ˈwaɪəlɛs ˈæksɛs pɔɪnt] (englisch für drahtloser Zugangspunkt), auch Accesspoint (AP) oder Basisstation genannt, ist ein elektronisches Gerät, das als Schnittstelle für kabellose Kommunikationsgeräte fungiert. Endgeräte stellen per Wireless Adapter (Drahtlosadapter) eine drahtlose Verbindung zum Wireless Accesspoint her, der über ein Kabel mit einem fest installierten Kommunikationsnetz verbunden sein kann. Für gewöhnlich verbinden Wireless Accesspoints Notebooks und andere mobile Endgeräte mit eingebautem Wireless Adapter über ein Wireless Local Area Network (WLAN, Funknetz) mit einem Local Area Network (LAN) oder einem anderen kabelgebundenen Datennetz (Telefonnetz, Kabelfernsehnetz).
Ein Wireless Accesspoint kann zudem im sogenannten Ad-hoc-Modus (nicht zu verwechseln mit Ad-hoc-Netzen, die ohne Wireless Accesspoint arbeiten) als zentrale Schnittstelle zwischen mehreren Endgeräten verwendet werden. Auf diese Weise können Geräte wie Computer und Drucker kabellos miteinander verbunden werden. Die Teilnehmeranzahl eines Routers ist etwas begrenzter als die eines Accesspoints. 

## Technische Einordnung
Wireless Accesspoints erfüllen hauptsächlich dieselben Aufgaben wie Bridges und Switches: Sie verbinden verschiedene Geräte auf hardwarenahem Niveau miteinander. Dabei vermeiden sie einerseits Datenkollisionen durch Techniken wie CSMA/CA und überbrücken andererseits Unterschiede zwischen verschiedenen Übertragungsmedien.
Im OSI-Modell sind Wireless Accesspoints, wie Switches und Bridges, in der Sicherungsschicht (Schicht 2, englisch Data Link Layer) angesiedelt. Zum Vergleich: das bekannte Protokoll Ethernet deckt ebenfalls die Sicherungsschicht ab, aber auch die darunterliegende Bitübertragungsschicht (Schicht 1, englisch Physical Layer). 
WLAN-Router sind Verbundgeräte aus einem Router mit integriertem Wireless Accesspoint. Diese Geräte betreffen durch Bereitstellung von Funktionen wie Routing, Paketfilter und DHCP-Server auch höhere Schichten des Modells.

## 802.11-Accesspoints
Einem Funknetzwerk nach dem IEEE-Standard 802.11 wird ein Funknetzwerkname (ESSID) zugewiesen. Über die ESSID können Clients verschiedene Netze auseinanderhalten. Ein Accesspoint kann nun regelmäßig Datenpakete mit der ESSID (und anderen Daten des Wireless LAN) per Broadcast-Telegram versenden, damit Clients ein existierendes Netz identifizieren können.
Ein wesentliches Unterscheidungsmerkmal von 802.11-Basisstationen ist, welche Betriebsmodi sie unterstützen: Manche Accesspoints können Verbindungen zu anderen Accesspoints und Clients gleichzeitig aufbauen.
Die möglichen Betriebsmodi eines 802.11-Accesspoints sind das Basic Service Set (BSS), das Extended Service Set (ESS), die Ethernet Bridge, die Wireless Bridge, der Wireless Repeater und das Wireless Distribution System. Diese Topologien werden auch als Infrastruktur-Modus (Infrastruktur-Netzwerke) bezeichnet.
- Im Basic Service Set wird ein einzelner Accesspoint betrieben, an dem sich beliebig viele Endgeräte einbuchen und Daten austauschen können. Die Clients eines solchen Accesspoints bilden ein autarkes Intranet.
- Unterstützt ein Accesspoint den Modus Ethernet Bridge, bietet er neben der Funkschnittstelle noch ein Netzwerkinterface mit RJ-45-Buchse als Schnittstelle in das kabelgebundene Ethernet und vermittelt die Daten zwischen Ethernet und Wireless LAN. Dieser Modus (das Bridging zwischen Wireless LAN und Ethernet auf OSI-Schicht 2) entspricht den Fähigkeiten eines gewöhnlichen, gegenwärtig marktüblichen Accesspoints. Kann der Accesspoint dagegen auch auf OSI-Schicht 3 vermitteln, insbesondere TCP/IP-Pakete routen, spricht man von einem WLAN-Router.
- Für das Extended Service Set verkabelt man zwei oder mehr Accesspoints über ein Ethernet und stellt den gleichen Funknetzwerknamen (ESSID) auf allen Accesspoints ein. Dadurch vergrößert sich die Reichweite des Funknetzes, denn die Clients werden automatisch zwischen den Accesspoints übergeben (Roaming), sobald sich der Standort des Clients entsprechend geändert hat.
- Das Wireless Distribution System ermöglicht es, mehrere Accesspoints kabellos miteinander zu verbinden. Dabei unterscheidet man zwischen dem Point-to-Point-Modus (Wireless Bridge) und dem Point-to-Multipoint-Modus (Wireless Repeater). Dabei sollten Accesspoints desselben Herstellers verwendet werden.

Einige Accesspoints können im Client-Modus betrieben werden – im Sinne dieses Artikels sind es dann aber keine Accesspoints mehr, sondern funktionell Wireless Adapter: Solche umkonfigurierten Accesspoints finden dann sinnvoll Anwendung, wenn ein Client (PC, Drucker o. ä.) nur über einen Ethernetanschluss verfügt und kabellos über einen Accesspoint ins LAN eingebunden werden soll. 

### Kompatibilitätsprobleme
Nicht jedes Produkt unterstützt alle Betriebsmodi. Nicht jeder Accesspoint bietet eine Buchse für den einfachen Anschluss einer externen Antenne.
Im Extended-Service-Set-Modus: Oft besteht ein Problem mit der Kompatibilität von Basisstationen unterschiedlicher Hersteller. Sollen diese zu einem gemeinsamen Netz verbunden werden und soll Roaming zwischen den einzelnen APs ermöglicht werden, müssen die Geräte Informationen über die eingebuchten Clients austauschen. Dafür wird ein Netzwerkprotokoll benötigt, für das aber erst im Juni 2003 der Standard IEEE 802.11f verabschiedet wurde. Zwischenzeitlich hatten schon viele Hersteller eigene, zueinander inkompatible Lösungen geschaffen.
Point-to-Point bzw. Multipoint: Da es sich bei dem verwendeten WDS nicht um einen anerkannten Standard handelt, sollten Geräte desselben Herstellers verwendet werden, zumindest Geräte mit dem gleichen Chipsatz.
Es wird von Problemen bei einzelnen WLAN-Karten beziehungsweise Treibern berichtet, die nicht mittels Repeatern kommunizieren können. Der Käufer sollte deshalb im Vorfeld in den gängigen Internet-Foren und auf den Herstellerseiten recherchieren, ob schon Erfolge beziehungsweise Misserfolge für die Kombination der jeweiligen Produkte vorliegen.

### 802.11-Accesspoints als Software-Lösung
Es existiert Software, die einen WLAN-fähigen Rechner (PC, Laptop, Smartphone etc.) dazu befähigt, als Accesspoint zu arbeiten. Bei Mac OS X auf Apple-Macintosh-Computern ist diese Fähigkeit (siehe auch Tethering) bereits im Betriebssystem implementiert, allerdings ohne Kompatibilität zu WPA- bzw. WPA2-geschützten Netzwerken (Stand Lion).
Programme für Linux sind z. B. fli4l, WiFiAdmin, WIFIDog.
Die Software-Lösung hat auch Nachteile: Die WLAN-Karten verfügen selten über einen Anschluss für eine externe Antenne, und ein PC hat einen weit größeren Strom-, Kühlungs- und Platzbedarf als ein hardwarebasierter Accesspoint.